# Gemeentelijke herindelingsverkiezingen in Nederland 2018
De gemeentelijke herindelingsverkiezingen in Nederland van 2018 waren tussentijdse verkiezingen voor een gemeenteraad in Nederland die gehouden werden op 21 november 2018.
De verkiezingen werden gehouden in 37 gemeenten die betrokken waren bij een herindelingsoperatie die op 1 januari 2019 werd doorgevoerd.
De volgende gemeenten waren bij deze verkiezingen betrokken:
- de gemeenten Aalburg, Werkendam en Woudrichem: samenvoeging tot een nieuwe gemeente Altena.[1]
- de gemeenten Nuth, Onderbanken en Schinnen: samenvoeging tot een nieuwe gemeente Beekdaelen.[2]
- de gemeenten Groningen, Haren en Ten Boer: samenvoeging tot een nieuwe gemeente Groningen.[3]
- de gemeenten Haarlemmerliede en Spaarnwoude en Haarlemmermeer: samenvoeging tot een nieuwe gemeente Haarlemmermeer.[4]
- de gemeenten Bedum, De Marne, Eemsmond en Winsum (met uitzondering van de dorpen Ezinge, Feerwerd en Garnwerd): samenvoeging tot een nieuwe gemeente Het Hogeland.[5]
- de gemeenten Binnenmaas, Cromstrijen, Korendijk, Oud-Beijerland en Strijen: samenvoeging tot een nieuwe gemeente Hoeksche Waard.[6]
- de gemeenten Giessenlanden en Molenwaard: samenvoeging tot een nieuwe gemeente Molenlanden.[7]
- de gemeenten Dongeradeel, Ferwerderadeel en Kollumerland en Nieuwkruisland: samenvoeging tot een nieuwe gemeente Noardeast-Fryslân.[8]
- de gemeenten Noordwijk en Noordwijkerhout: samenvoeging tot een nieuwe gemeente Noordwijk.[9]
- de gemeenten Leerdam, Zederik (beide provincie Zuid-Holland) en Vianen (provincie Utrecht): samenvoeging tot een nieuwe gemeente Vijfheerenlanden. Deze gemeente werd toegevoegd aan de provincie Utrecht.[10]
- de gemeenten Geldermalsen, Lingewaal en Neerijnen: samenvoeging tot een nieuwe gemeente West Betuwe.[11]
- de gemeenten Grootegast, Leek, Marum en Zuidhorn, en de dorpen Ezinge, Feerwerd en Garnwerd van de gemeente Winsum: samenvoeging tot een nieuwe gemeente Westerkwartier.[12]

In deze gemeenten zijn de reguliere gemeenteraadsverkiezingen van 21 maart 2018 niet gehouden.
Door deze herindelingen daalde het aantal gemeenten in Nederland van 380 naar 355.